# اثر پادشاه

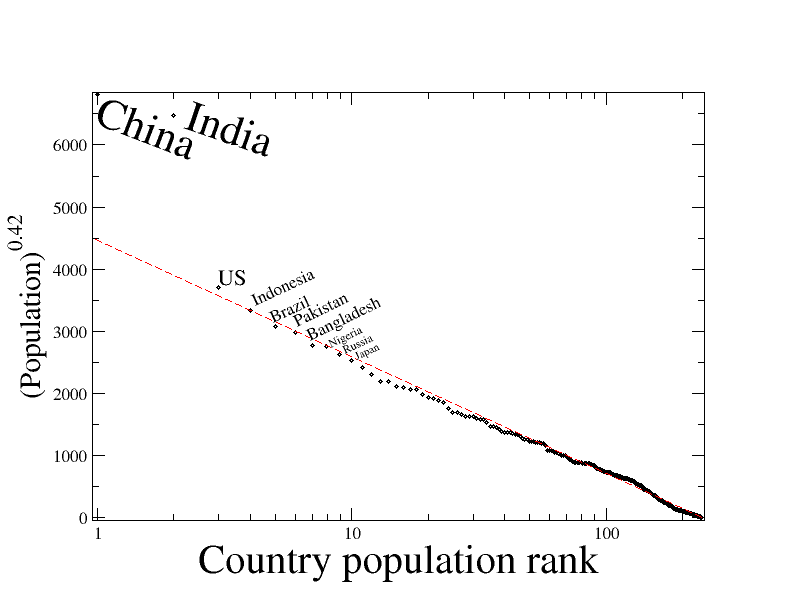
جمعیت کشورها که براساس رتبه مرتب‌سازی شده‌اند، این مجموعه داده از توزیع توانی کشیده پیروی می‌کند، بجز در دو «پادشاه» یعنی چین و هند.

اثر پادشاه (به انگلیسی: King effect) در آمار، اقتصاد، و فیزیک‌اقتصاد، به پدیده‌ای گفته می‌شود که در آن اولین یا دو مورد اول از یک مجموعهٔ مرتب شده، داده پرت هستند. این اولین یا دوتای اول به صورت غیرقابل انتظار بزرگ‌اند، و با توزیع آماری یا توزیع رتبه‌ای که بقیه مجموعه از آن پیروی می‌کنند، هماهنگ نیستند.
توزیع‌هایی که معمولاً از این اثر پیروی می‌کنند، شامل توزیع توانی هستند، این توزیع مبنای تابع نمایی کشیده، و توزیع فراکتال سهموی است.
اثر پادشاه در این توزیع‌ها مشاهده شده‌است:
- بزرگی شهرها در فرانسه (که در آن نقطه نمایش دهنده پاریس، همان «پادشاه» است، و هماهنگ با توزیع توانی کشیده نیست[۱]) این موضوع در مورد دیگر کشورهایی که شهر نخستین دارند نیز برقرار است، مثلاً در بریتانیا (لندن) و در حالت حداکثری برای بانکوک.
- جمعیت کشورها (که در آن نقطه‌های نمایش دهنده چین و هند با توزیع نمایی کشیده هماهنگ نیستند[۱]).

توجه کنید که اثر پادشاه به نقاط پرت با ارزیابی مثبت که به رتبه متصل اند، محدود نیست: یعنی برای رتبه‌های موجود در یک ویژگی نامطلوب، ممکن است اثر پوپر (به انگلیسی: Pauper effect) برقرار باشد، که در این‌جا نقاط داده‌ای که به صورت حداکثری رتبه دارند از بخش به صورت معقول توزیع شدهٔ مجموعه داده جداسازی و تفکیک می‌شوند.